# Урман (Нурімановський район)
Урма́н (рос. Урман, башк. Урман) — присілок у складі Нурімановського району Башкортостану, Росія. Входить до складу Байгільдінської сільської ради.
Населення — 65 осіб (2010; 53 у 2002).
Національний склад:
- татари — 75 %